# Наши (движение)

Флаг движения

«Наши» (Общероссийская общественная организация содействия развитию суверенной демократии) — молодёжное общественное политическое движение, созданное администрацией Президента РФ путём реорганизации молодёжной организации «Идущие вместе» и существовавшее в России в 2005—2013 годах. В период своей деятельности именовалось межрегиональным молодёжным демократическим антифашистским движением (МДАД Наши) с последующим названием Общероссийская общественная организация содействия развитию суверенной демократии (ООО «СРСД Наши»). В движении было оформлено «комиссарское сообщество» из комиссаров движения, проекты «Стопхам» и «Хрюши против» были выделены в автономные некоммерческие организации. Куратором являлся глава федерального агентства по делам молодёжи, федеральный комиссар движения Василий Якеменко и заместитель главы администрации Президента РФ Владислав Сурков.
2 декабря 2019 года в ЕГРЮЛ внесена запись о ликвидации движения.

## История

### Новый проект
21 февраля 2005 года газета «Коммерсантъ» в статье под названием «Обыкновенный „Нашизм“» впервые сообщила о том, что в Администрации президента разрабатывается проект создания нового молодёжного движения, призванного заменить движение «Идущие вместе». Согласно газете, 17 февраля 2005 года с петербургским активом «Наших» — 35—40 юношами, которым была доверена роль «комиссаров» нового движения, — встретился заместитель главы Администрации Владислав Сурков, по слухам, пообещавший активистам создать на базе движения новую политическую силу, которая к 2008 году, возможно, могла стать новой партией власти. Во встрече также принимал участие Василий Якеменко — идеолог движения «Идущие вместе», который и возглавил новый проект. В статье было указано, что по их данным организаторы планируют довести общую численность движения до 200—250 тыс.

### Конференция московского отделения «Наших»

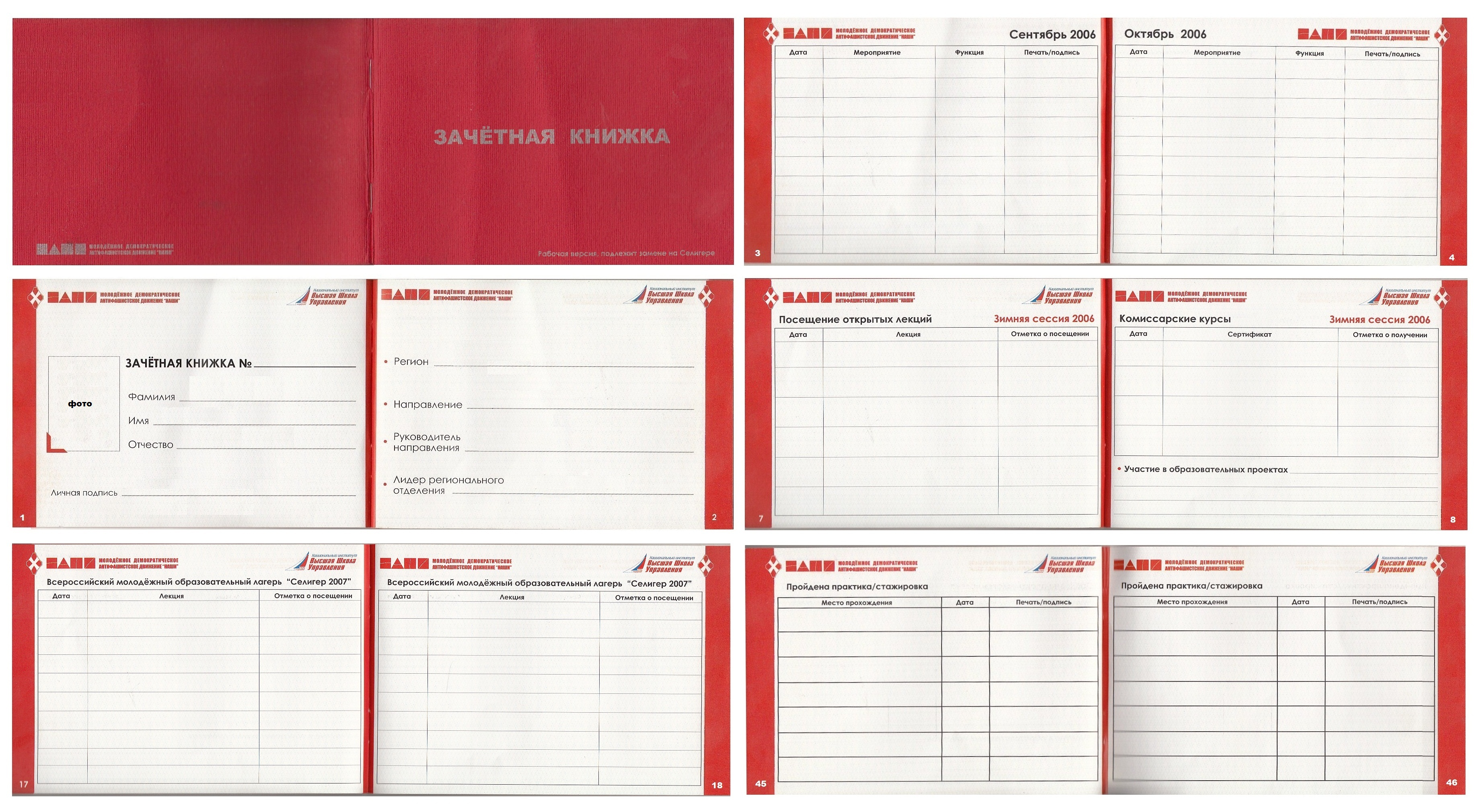
Зачётная книжка комиссаров движения Наши. 48 страниц

28 февраля 2005 года на новостном сайте Независимой газеты появилось сообщение, что 26-27 февраля 2005 года в Солнечногорске (Московская область) на территории дома отдыха «Сенеж», принадлежащего Управлению делами президента РФ, под руководством Василия Якеменко прошла конференция московского отделения «Наших». Съезд в «Сенеже» явился первым этапом строительства московской ячейки.
Василий Якеменко, в период создания движения, обращал внимание на реакцию некоторых СМИ: «эти сообщения и статьи с цитатами из моих выступлений вырваны из контекстов и зачастую подтасованы, они направлены на дискредитацию меня и самой возможности создания молодёжного движения, основанного на демократии, патриотизме и идее модернизации страны».

### Создание общероссийского антифашистского движения
1 марта 2005 года лидер движения «Идущие вместе» Василий Якеменко официально заявил о создании антифашистского молодёжного движения «Наши». Через информационные агентства было распространено заявление о том, что «в канун 60-летия победы России в Великой Отечественной войне ряд региональных молодёжных организаций выступил с инициативой по созданию антифашистского политического движения».
За заявлениями Якеменко в информационные агентства России начали поступать аналогичные заявления инициативных групп в областных городах, информирующие о присоединении к общероссийскому молодёжному антифашистскому движению «Наши».

### Учредительная конференция

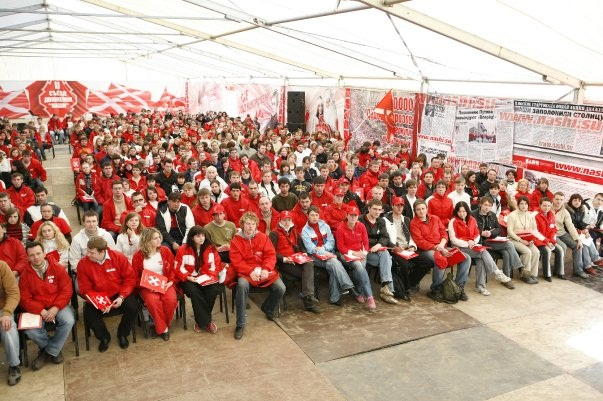
II съезд движения «Наши», 2006 г.

Учредительная конференция движения «Наши», на которую было приглашено около 700 делегатов (в основном студентов начальных курсов вузов) из 30 региональных ячеек, проводилась 15 апреля 2005 года в концертном зале Российской академии наук на фоне российских флагов, портретов Юрия Гагарина с клюшкой и красно-белых знамён. Большая часть конференции проводилась за закрытыми дверями.
Движение возглавили пять «федеральных комиссаров», один из которых — Василий Якеменко, одновременно покинувший пост руководителя движения «Идущие вместе».
Как заявил Якеменко, новое движение рассматривает Россию «как исторический и географический центр мира», свободе которой угрожает «противоестественный союз либералов и фашистов, западников и ультранационалистов, международных фондов и террористов, объединённых общей ненавистью к нашему президенту Владимиру Путину». «Наши» продолжат борьбу за ликвидацию «режима олигархического капитализма», который «несвободен и несправедлив». Таким образом они намерены поддержать вызов, брошенный, как они считают, олигархам президентом Путиным.
В принятом делегатами проекте манифеста «Россия — мегапроект нашего поколения» обозначен общий враг: «фашистские организации, сочувствующие им либералы, бюрократы и олигархи». К ним, по мнению Василия Якеменко, относятся Владимир Рыжков, Ирина Хакамада, Гарри Каспаров, которые, как заявил лидер движения, «безусловно, сочувствуют фашистам». Что касается самого Путина, то он, судя по манифесту, является другом «Наших», достойным помощи и сочувствия: «В сложившейся ситуации движение „Наши“ будет осуществлять поддержку Путина. Это будет не поддержка личности Путина, но поддержка его политического курса, направленного на сохранение суверенитета страны, осуществление её экономической и политической модернизации, обеспечение её стабильного ненасильственного развития, достижение её будущего глобального лидерства».
Из известных политических деятелей на конференции присутствовали, помимо самого Василия Якеменко, министр образования и науки Андрей Фурсенко, губернатор Тверской области Дмитрий Зеленин и телеведущий Владимир Соловьёв.

### Резиденция
Резиденция комиссарского сообщества «Наших», располагалась в Мальской долине, Печорского района, Псковской области. Общая площадь земельного участка, начинающегося примерно в полукилометре к востоку от границы деревни Захново, составляет 3,77 гектара. На территории расположен бревенчатый двухэтажный дом с красной крышей, флагшток с флагом движения. Резиденция служила для проживания «хранителя» комиссарского сообщества и комиссаров движения прибывших на дежурство по уходу за высаженными ёлками своих товарищей, каждая из которых обозначена номерным жетоном, по номеру комиссарского значка, символизирующая каждая ёлка комиссара движения, а также в период каждого апреля резиденция служила штабом посвящения в комиссары, которое проходили в районе Старого Изборска

## Структура и состав движения

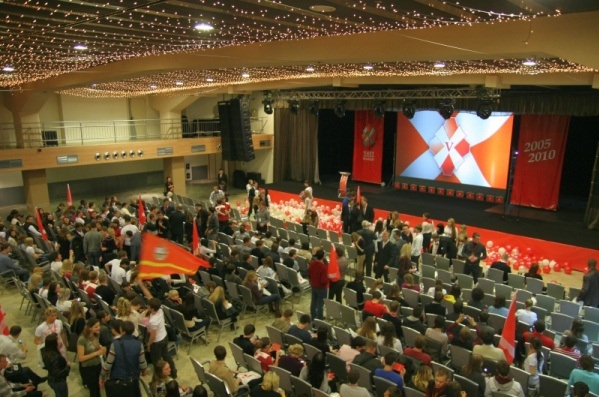
V съезд движения Наши.
15 апреля 2010

Руководство организацией осуществлялось Федеральным комиссариатом (5 федеральных комиссаров, избираемых тайным голосованием на ежегодном съезде проходящем в апреле). С июля 2008 по апрель 2010 года лидером был Никита Боровиков, избранный на форуме Селигер-2008 и обошедший Марину Задемидькову (являющееся преемницей Василия Якеменко).
15 апреля 2010 года на V Федеральном съезде движения был избран новый состав и руководство движения, в котором сохранила своё членство Марина Задемидькова (Кокорина) — Федеральный руководитель проекта НАША ПОБЕДА, однако после она вышла из состава Федерального комиссариата, организовав и возглавив независимое Зелёное движение России ЭКА. В совет движения «Наши» вошла и возглавила его Мария Кислицина.
Избранный состав федерального комиссариата и руководство движения на 2010 год:
- Депутат Государственной Думы, (комиссар) Роберт Шлегель,
- Руководитель центрального исполкома проекта Движение «Сталь», (комиссар) Антон Смирнов,
- Депутат Законодательного Собрания Владимирской области, (комиссар) Роман Русанов,
- Руководитель Зворыкинского проекта, (комиссар) Дмитрий Кох,
- Федеральный руководитель проекта Наши-2.0 и лидер движения — (комиссар) Мария Кислицына.

Весь актив был разбит на проекты, каждый из которых имел свой отличительный логотип, флаг и организационную структуру.

## Проекты
С 2008 года движение действовало в рамках проектной деятельности, все проекты существовали автономно друг от друга, со своей отличительной символикой и оргструктурой. В 2011 году часть проектов движения: «Наша победа», «Ты предприниматель», «Беги за мной», форум Селигер полностью вошли в состав ФАДМ Росмолодёжь. С июля 2012 года, из состава движения были выведены и преобразованы в самостоятельные автономные проекты: «СтопХам», «Хрюши против». В настоящее время движение существует в виде комиссарского сообщества.
В 2013 году под руководством комиссаров Артура Омарова и Макара Вихлянцева создан проект Сеть в этом же году под руководством комиссара Дмитрия Кох создан проект «Сердитый гражданин»
В 2015 году Мария Соболева руководитель спортивной программы «Беги за мной», запустила свой новый проект «Адвокат тела».
| Проект                      | направления                                              | Руководитель                                       |
| --------------------------- | -------------------------------------------------------- | -------------------------------------------------- |
| Адвокат тела                | правильное питание в здоровом сне и физической культуре  | Мария Соболева                                     |
| Сердитый гражданин          | автоматизированная система отправки жалоб                | (комиссар) Дмитрий Кох                             |
| ПРОЕКТ СЕТЬ                 | инкубатор школы творческих идей                          | (комиссар) Артур Омаров, Макар Вихлянцев           |
| Хрюши против                | борьба с недоброкачественным обслуживанием в универмагах | (комиссары) Евгения Сморчкова → Светлана Васильева |
| СтопХам                     | борьба с хамством на дорогах                             | (комиссар) Дмитрий Чугунов                         |
| ВАНЕЧКА                     | проект поддержки приёмных семей                          | (комиссар) Юлия Зимова                             |
| Зелёное движение России ЭКА | защита окружающей среды                                  | (комиссар) Марина Задемидькова                     |

### Проекты в составе Росмолодёжи
Проекты движения в состав ФАДМ Росмолодёжь 2011—2014 годах
| Направление                      | деятельность                                          | Руководитель                                                    |
| -------------------------------- | ----------------------------------------------------- | --------------------------------------------------------------- |
| Твой фильм о войне — наша победа | создание видеоархива о ветеранах Второй мировой войны | (комиссары) Марина Задемидькова → Иван Косов → Татьяна Миронова |
| Все Дома                         | молодёжная программа ЖКХ                              | Иван Петрин — зампред партии Умная Россия                       |
| Форум «Селигер»                  | всероссийский молодёжный образовательный лагерь       | Валерий Гогаладзе → (комиссар) Илья Костунов → Алексей Волохов  |
| Ты — предприниматель             | молодёжная школа предпринимательства                  | (комиссар) Елена Бочерова                                       |
| Технология добра                 | добровольчество и социальные молодёжные проекты       | (комиссар) Юлия Зимова, Надежда Парамонова → Дмитрий Светличный |
| Зворыкинский проект              | инновации и техническое творчество                    | (комиссар) Дмитрий Кох → Сергей Блинцов                         |
| Беги за мной                     | спортивное фитнес направление                         | Мария Соболева и (комиссар) Наталья Шульга                      |
| Экология                         | защита окружающей среды                               | (комиссар) Тихон Чумаков                                        |

### Проект «Наша армия»
29 ноября 2006 года состоялись проводы нескольких комиссаров движения из Владимира. Было заявлено, что все они будут служить в одной воинской части, до приезда к месту службы эти комиссары успели побывать в части, оборудовали там себе библиотеку и тренажёрный зал. Предполагалось, что в период службы комиссары будут получать второе высшее образование, для этого в часть будут приезжать преподаватели. Подготовка комиссаров к службе началась в лагере «Селигер» ещё в 2006 году. Было объявлено, что в период службы комиссары будут вести веб-дневники. На декабрь 2007 года такие группы подготовки были созданы в 20 городах РФ и новобранцы стали проходить подготовку более, чем в 50 воинских частях.

### Проект Хочу троих
В движении была демографическая программа «Хочу троих детей!»: в 2007 году на Селигере состоялась коллективная свадьба (предполагалось, что будет 300 пар, но реально их было гораздо меньше), официальный брак зарегистрировали присутствовавшие губернаторы.

### Проект «Наша общая победа»
В 2010 году стартовал Всероссийский проект движения «Наша общая Победа — Твой фильм о войне», изначально носивший название «Наша победа», под руководством комиссара Марины Задемидьковой, которая из-за разногласия, покинула движение. Проект просуществовал 5 лет, цель которого декларировалось созданием архива видеодокументов (видеозаписей) с воспоминаниями участников Великой Отечественной войны. Архив видеовоспоминаний ветеранов формировался силами добровольцев, в том числе активистами молодёжных общественных объединений, клубов, учащимися и студентов. Все отснятые ролики загружались на сайт 41-45.su. В 2015 году сайт был закрыт, отснятые видеозаписи стали не доступны.
В марте 2017 генеральная прокуратура начала проверку в отношении 5,8 миллионов рублей выделенных на проект из бюджета Росмолодежь, до 2020 года.

## Цели и задачи движения

Форма комиссара (комрубашка). На фото комиссар Артур Закиров,
г. Тольятти

Знак комиссара

Цель движения — «содействие превращению России в глобального лидера в XXI веке».
Для достижения поставленной цели, были выдвинуты три задачи:
- Сохранение суверенитета и целостности России.
- Построение действующего гражданского общества.
- Модернизация страны путём кадровой революции.

Неоднократно отмечалось, что важнейшей задачей движения является устройство в России «кадровой революции» для прихода во власть нового поколения управленцев, поскольку «управляющее страной с 1980-х поколение утратило веру в Россию и её перспективы».
Как отмечала в 2007 году британская профессор Хилари Пилкингтон, указывая, что движение «Наши» «организовано якобы во имя борьбы с фашизмом» — «На самом деле их послания часто имеют неопределённый характер, „Наши“ говорят о том, что значит быть хорошим российским гражданином. Существует подозрение, что эти усилия не столько направлены на истребление фашизма, сколько на то, чтобы российская молодёжь стала на „правильную“ сторону, если в стране начнётся „цветная“ революция».
Эмблема «Наших» — красное полотнище с двумя диагональными полосами белого цвета (похожа на Андреевский флаг). В интервью газете «Новые Известия» Якеменко пояснил: «Наш флаг похож на Андреевский флаг. Красный цвет — это цвет нашего исторического прошлого, белый — цвет будущего».
Примечательно, что флаг движения абсолютно идентичен флагу «Королевства Эллеоры» — шуточного «микрогосударства», созданного группой учителей в летнем лагере на острове Эллеоре в Дании. Также символика движения имеет сходство с флагом внутренних войск МВД России.

### Символика и знаки отличия
Движение делится на активистов и комиссаров движения. Посвящение активистов в комиссары происходит в закрытом лагере. Для посвящения в комиссары необходимо принимать участие в федеральных и местных акциях, в работе движения и его проектах (не меньше трёх лет), во Всероссийском форуме Селигер (не менее двух раз), а также сдать экзамен на знание манифеста движения. Каждый комиссарский значок имеет индивидуальный номер-паспорт его владельца. После 5 лет в звании «комиссара движении» комиссар награждается позолоченным знаком «5 лет Комиссар». Исследователь Д. В. Громов выделил 4 ступени роста в движении «Наши»: сторонник (доброволец) — активист — комиссар — национально ориентированный менеджер.

## Финансирование

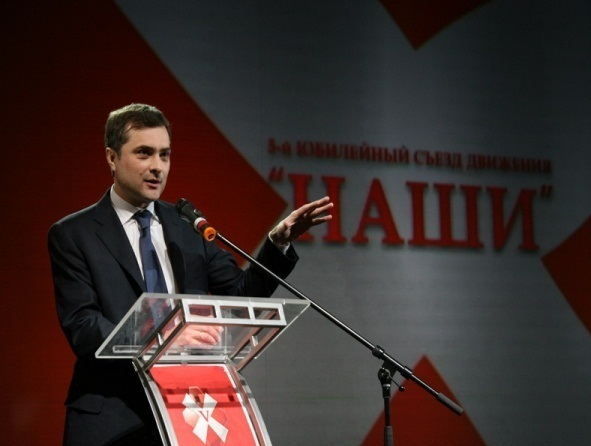
Выступление первого заместителя главы администрации Президента РФ Владислава Суркова на V съезде движения Наши. 15 апреля 2010

О финансовых источниках движения федеральный комиссар Михаил Куликов говорит следующее: «Большинство наших идей нашло отклик у российских бизнесменов. Уверен, что отечественный бизнес понимает, что будущее России — это новое поколение».
Василий Якеменко добавляет: «Моральная поддержка Кремля позволяет нам сказать бизнесменам: ребята, нужны деньги на национальный проект». При этом изначально подчёркивалось, что создание движения одобрено Владимиром Путиным.
Журнал «Ъ-Власть» утверждает, что «один из юных активистов, который из-за идеологических расхождений лично с Василием Якеменко неожиданно приехал и всё рассказал», а именно: в среднем в месяц в 2007 году на финансирование одного регионального отделения уходило от 20 до 30 тыс. долларов.
Со ссылкой на этого же «юного активиста», утверждается, что на некие «добровольные молодёжные дружины», которых он боится, в Москве летом 2007 года запрашивались суммы до 10 тыс. долларов, в других городах — от 1 тыс. до 7 тыс. долларов. Эту информацию «юный активист» показал в виде файла на своём почтовом ящике: «документы с фамилиями, цифрами, но без подписей и печатей».
Ещё «юный активист» рассказал, что неподалёку от лагеря жили некие «лесные братья» или «лесники», которые «бьют …, но сначала спрашивают, в чём провинился». Впрочем, по словам «юного активиста» он не знает ни одного человека, которого избили, «но в лагере все говорят, что лесники нужны именно для этого».
По данным газеты «Ведомости», в 2007—2010 годах движение получило от различных государственных организаций по госконтрактам и президентским грантам более 460 миллионов рублей.
Селигер 2010
8 сентября 2009 года Общественная палата Российской Федерации выделила 5,5 млн рублей на проведение очередного форума «Селигер-2010». Финансирование выделено по конкурсу в рамках программы поддержки некоммерческих организаций (НКО).
По данным издания Форбс, получали помощь от иностранных компаний. В частности, для форума «Селигер» в 2010 году Mercedes-Benz безвозмездно выделяла автомобили, Tupperware раздавала коробки для ланча и бокалы, а Intel обеспечила организаторов компьютерами. Компания Panasonic предложила участникам форума гранты. Трое участников форума 2012 года также получили гранты по 100 000 рублей
В 2014 году проект «Сердитый гражданин» под руководством федерального комиссара Наших Дмитрия Коха получил от различных ведомств 47 миллионов рублей.

## Лагерь «Селигер»

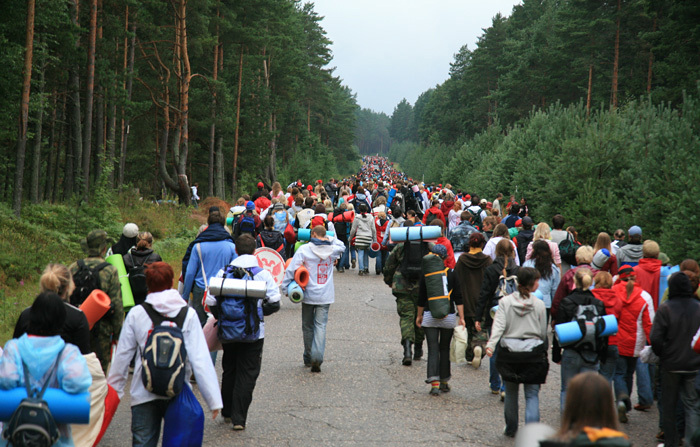
Селигер 2007

С 2005 года «Наши» проводят ежегодный летний лагерь на озере Селигер в Тверской области. Лагерь длится две недели с 15 июля до 1 августа. Основная задача — сплочение актива, встречи с видными политическими деятелями, аналитиками и представителями исполнительной и законодательной власти страны, активный отдых, самоорганизация и самообразование актива, работа по направлениям.
Численность лагеря
«Селигер-2005» — 3000 активистов,
«Селигер-2006» — 5400 активистов,
«Селигер-2007» — около 10 тыс. человек.
Среди активных форм отдыха на Селигере действует скалодром, есть байдарки, велосипеды. На «Селигере-2005» практиковались вечерние концерты приглашённых групп, однако из-за чрезмерной загруженности активистов уже на «Селигере-2006» организаторы ограничились одним большим концертом. В разное время лагерь посещали с концертами группа «Любэ», Вячеслав Бутусов, «Ночные снайперы» и ещё около 20 групп и исполнителей.
Из гостей лагеря с просветительской целью «Селигер» посещали первые вице-премьеры правительства России Дмитрий Медведев и Сергей Иванов, губернатор Тверской области Дмитрий Зеленин, губернатор Краснодарского края Александр Ткачёв, глава Комитета Совета Федерации РФ по международным делам Михаил Маргелов, председатель Комитета Государственной Думы РФ по делам СНГ и связям с соотечественниками Андрей Кокошин, отец Всеволод Чаплин, шейх Мухаммад Карачай, губернатор Красноярского края Александр Хлопонин, руководитель правительства Чеченской Республики (ныне — глава республики) Рамзан Кадыров, руководитель Центрального исполнительного комитета партии «Единая Россия» Андрей Воробьёв, профессор Кембриджского университета Майкл Демстер, член Общественной палаты РФ Алексей Чадаев, заместитель председателя Государственной Думы РФ по энергетике, транспорту и связи Сергей Шишкарёв, заместитель министра обороны РФ, генерал армии Николай Панков, публицист Сергей Кара-Мурза, другие общественные и политические деятели, сотрудники исполнительной и законодательной власти, политологи, учёные и известные преподаватели.

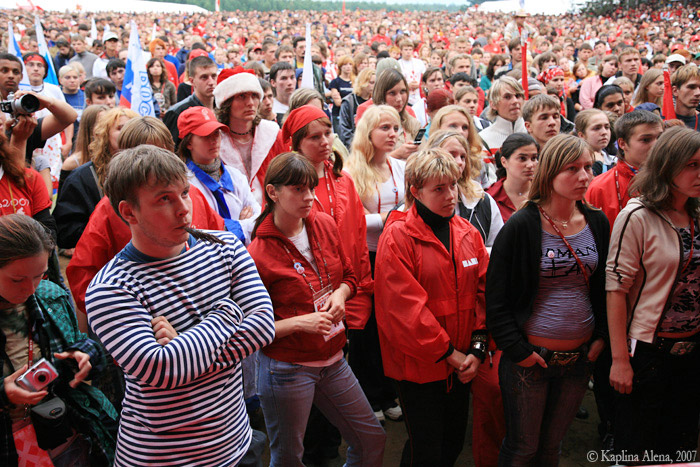
Селигер 2007

По данным одного «юного активиста», который «из-за идеологических расхождений лично с Василием Якеменко неожиданно приехал в офис» журнала «Ъ-Власть» и «всё рассказал», в 2007 году бюджет лагеря на озере Селигер составил около 17 млн евро (595 млн рублей). Эти данные «юный активист» показал журналистам в виде файла на своём почтовом ящике: «документы с фамилиями, цифрами, но без подписей и печатей». При этом около 700 человек, по его словам, было отчислено из лагеря за различные нарушения дисциплины, прогулы лекций или каких-нибудь обязательных мероприятий. Также движение «Наши» было обвинено в загрязнении прибрежной зоны озера. После 28 июля (последнего дня существования лагеря) не была убрана территория лагеря, где были оставлены недоеденные продукты, столы и скамейки собственного изготовления, агитационная литература, сочинения про суверенную демократию и пустые бутылки. Только после направленных в адрес администрации Осташковского района жалоб туристов и жителей соседнего города Осташкова, была проведена проверка, в результате которой факт загрязнения был признан Росприроднадзором. Глава Росприроднадзора Олег Митволь заявил по этому поводу: «Что я могу сказать: если речь идёт о воспитании молодого поколения, то как можно воспитывать по технологии „насвинячил и уехал“?». Однако активисты самого движения заявили, что мусор на Селигер подбросили активисты молодёжного крыла «Справедливой России» с целью опорочить их. А само же движение «Наши» все отходы своей жизнедеятельности за собой убрало. Движение также потребовало от «Gazeta.Ru» опровержения информации о наличии мусора и угрожало в противном случае подать в суд.
24 августа комиссия признала состояние зоны, где располагался лагерь, удовлетворительной.

## Утверждения о поддержке движения В. Путиным

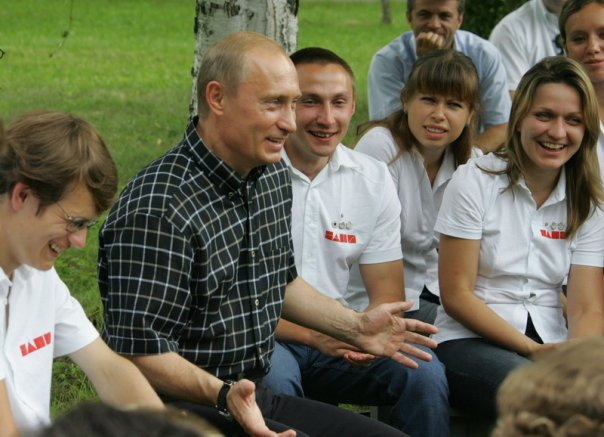
«Наши» на встрече с Путиным.

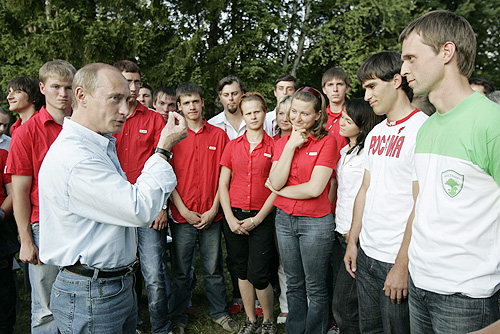
«Наши» на встрече с Путиным.

По утверждению агентства «Новый регион», «Наши» являлись фактически единственным молодёжным движением в современной России, с активистами которого Владимир Путин встречался регулярно.
После закрытия первого летнего лагеря молодёжного движения «Наши» на озере Селигер (Тверская область) 26 июля 2005 года Президент России Владимир Путин пригласил в свою резиденцию в Завидове 56 лучших комиссаров движения.
Неформальная встреча в присутствии телекорреспондентов длилась более двух с половиной часов. Президент поблагодарил активистов за проведённые акции — марш 60 тыс. молодых людей в честь 60-й годовщины победы СССР в Великой Отечественной войне, который прошёл по Ленинскому проспекту столицы России 15 мая 2005 года, и открытие 30 июня в Чечне всероссийского центра гражданского общества. По словам лидера движения Якеменко, Путин отметил, что «это и есть один из лучших примеров действующего гражданского общества в России». Президент назвал «Наших» «активным меньшинством, которое поведёт за собой большинство», и выразил надежду, что члены движения смогут «повлиять на ситуацию в стране».
Первый всероссийский слёт комиссаров и сторонников движения «Наши» проходил на берегу озера Селигер с 11 по 25 июля 2005 года. В палаточном лагере 3 тыс. активистов из 45 регионов России занимались спортом, учились «выживать в экстремальных условиях» и участвовали в информационных мероприятиях. «Наших» посетили с лекциями заместитель руководителя администрации президента Владислав Сурков (пообещавший «Нашим» «передать им страну»), руководитель Фонда эффективной политики Глеб Павловский (пожелавший активистам движения большей «жёсткости», готовности «разогнать фашистские демонстрации и физически противостоять попыткам антиконституционного переворота»), губернатор Тверской области Дмитрий Зеленин, губернатор Краснодарского края Александр Ткачёв, член Совета Федерации Михаил Маргелов, депутат Госдумы Андрей Кокошин.
Ранее (30 мая 2005 года) президент уже принимал у себя в Кремле 12 активистов движения «Наши», а до них — активистов «Идущих вместе», которых также возглавлял Василий Якеменко.
После 2005 года встречи «Наших» с Путиным стали регулярными. Делегации от движения выезжали на встречи с президентом каждое лето, после окончания сбора на озере Селигер. В 2008 году, когда Форум на озере Селигер посетило 10 тыс. человек, ожидалось, что Путин посетит лагерь лично. Этого не произошло, но взамен Путин записал личное видеообращение к участникам Форума, в котором он заявил, что все они входят в команду Президента, и, возможно, среди них находится будущий глава государства.

## Финансирование
Форум Селигер из бюджета Росмолодёжи и других источников, в 2009 г. получил более 145 миллионов рублей, в 2010 г. получил более 180 миллионов рублей, в 2011 г. получил более 110 миллионов рублей в 2012 г. получил из госбюджета более 280 миллионов рублей. в 2013 г. получил около 250 миллионов рублей в 2014 г. получил около 240 миллионов рублей
В 2015 году проект Сеть под руководством комиссаров Артура Омарова и Макара Вихлянцева получили из президентских грантов 11 миллионов рублей.

## Утверждения об агентурной деятельности «Наших»

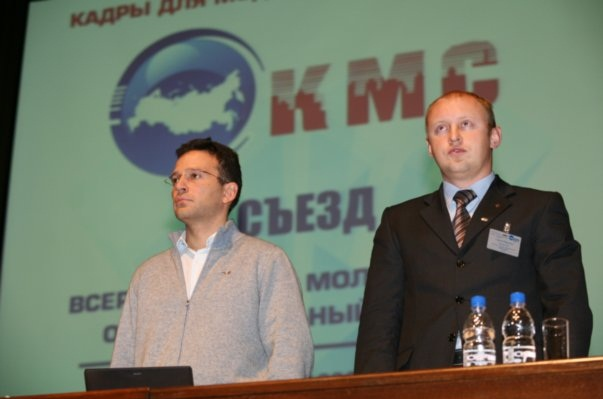
Якеменко и Белоконев на съезде проекта «Кадры модернизации страны»

В феврале 2009 года петербургская организация молодёжного движения «Оборона» заявила, что вскрыла агентурную сеть, которая многие годы действовала в рядах оппозиционных движений. Анна Буковская, бывшая активистка движения «Наши», публично заявила о том, что курировала проект «Связной президента», в рамках которого агенты этого движения тайно внедрялись в ряды ОГФ, «Обороны», Молодёжного Яблока, НБП и других оппозиционных движений.
Буковская заявила: «Я рассказала все факты о закрытом государственном проекте „Связной президента“. Считаю этот поступок с моей стороны вполне оправданным, логичным и правильным. А данный проект глупой игрой действующего правительства и сожалею о своём участии в нём».
По утверждению лиц, заявивших, что они были агентами, платные информаторы «работали» в нескольких городах России, за сбор информации рядовые агенты ежемесячно получали 20 тыс. рублей, кураторы — 40 тыс., а собираемые сведения направлялись первому заместителю руководителя администрации президента России Владиславу Суркову. По мнению портала Закс. Ру, в целом содержание президентских информаторов должно было обходиться государству более чем в 10 миллионов рублей в год.
Анна Буковская заявила:

Я знаю, что предполагалось начать сбор компромата (личная информация с компьютеров организаций, провокационные фото и видео членов организаций) и делать открытые провокации против оппозиционных лидеров. Такие, о которых с удовольствием написали бы СМИ. Лично мне в феврале было поручено подготовить провокацию против лидера петербургского «Яблока» Максима Резника. Я сама должна была её придумать…

Владимир Бынкин, также утверждавший, что он был агентом, заявил:

Я пришёл в «Оборону», чтобы сливать информацию. Я сливал информацию обо всех мероприятиях, на которых бывал или что-то знал. За это я получал около 20000 рублей в месяц. Мне нужны были деньги. К сожалению, чем больше я сближался с организацией, тем сильнее меня мучила совесть. После очередной смены формата (в феврале 2009 года), когда потребовался компромат, я перестал работать. Сказать мне больше нечего. Я был не прав.

## «Угроза ликвидации» движения

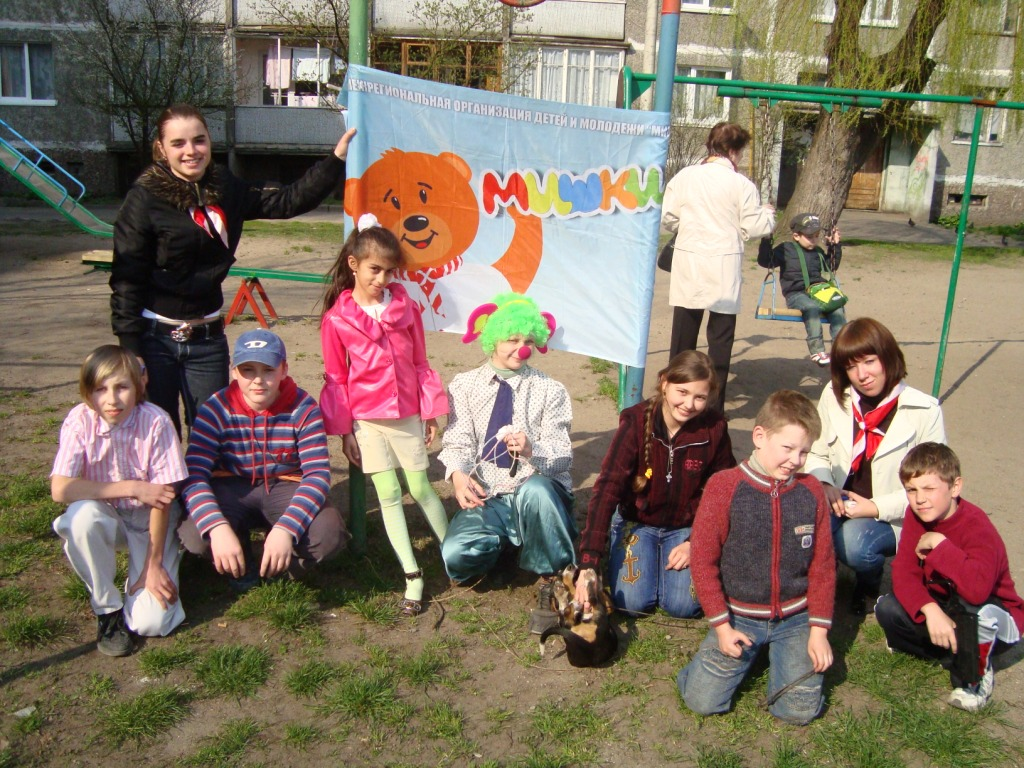
Проект «Мишки»

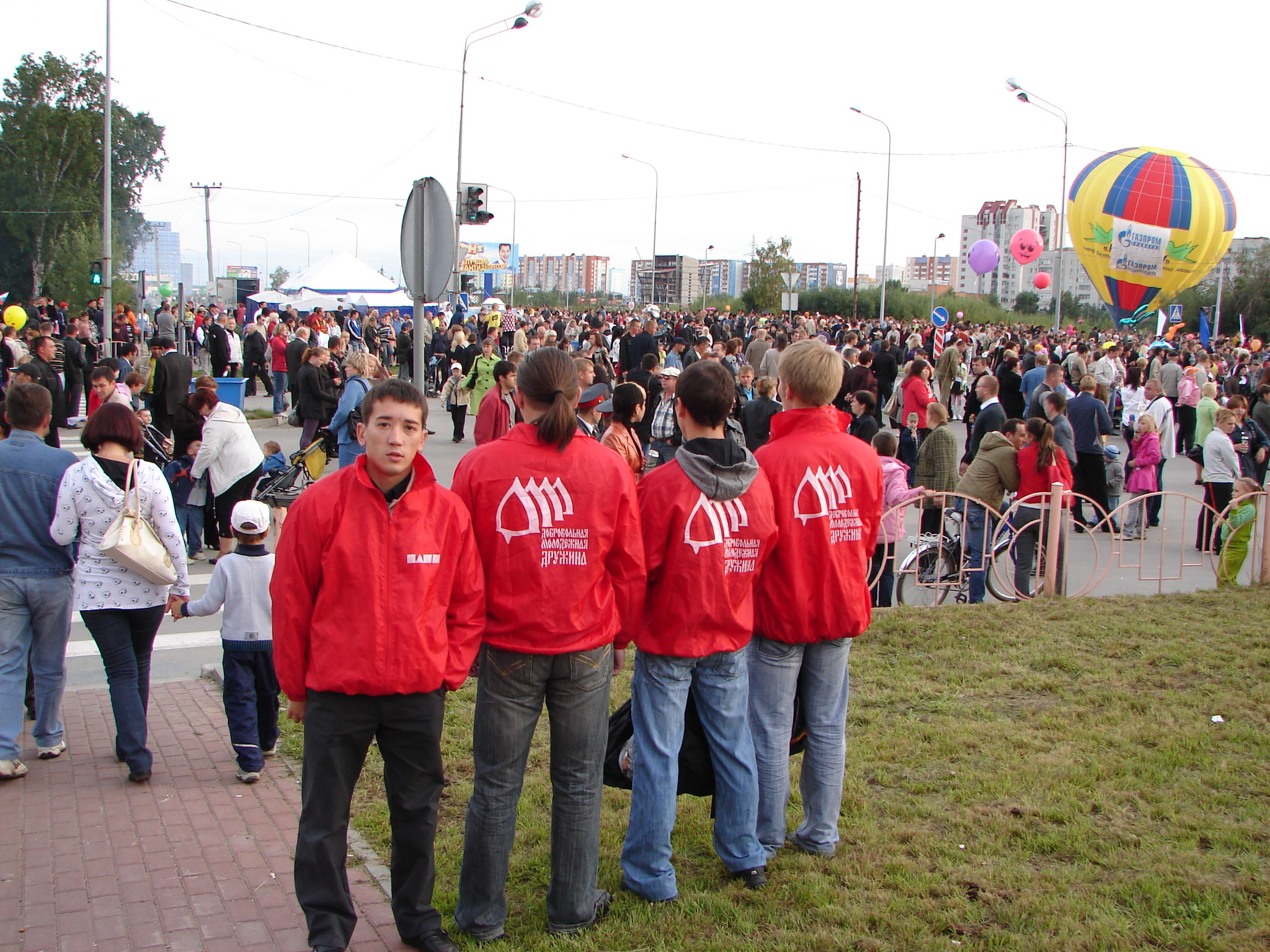
Проект ДМД
Добровольная молодёжная дружина

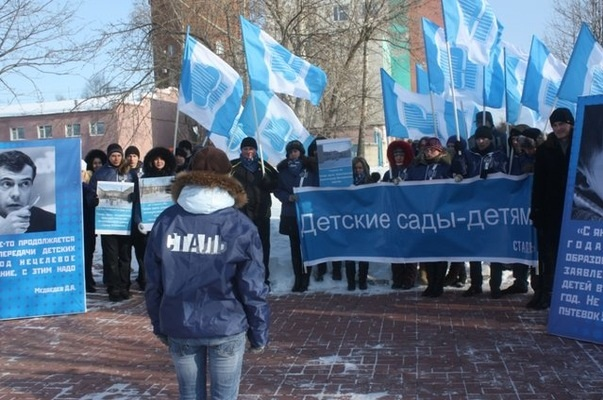
Проект «Сталь»

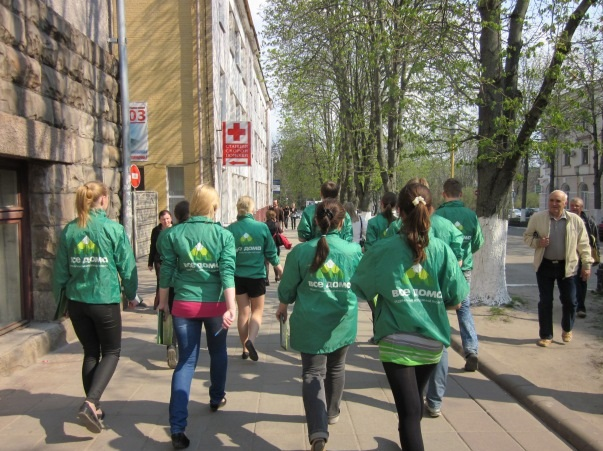
Проект «Все Дома» (ЖКХ)

С избранием нового лидера движения Никиты Боровикова — (возглавляющего движение в период с 2008 по апрель 2010 года после ухода Василия Якеменко в конце 2007 года руководителя Государственного комитета по делам молодёжи), движение провело радикальное изменение своей структуры — некоторые проекты были закрыты:
| Проект                                | Деятельность                                                               | Руководитель                           | Статус              |
| ------------------------------------- | -------------------------------------------------------------------------- | -------------------------------------- | ------------------- |
| Наша Армия                            | Подготовка молодых людей к службе в Армии                                  | Максим Коробов                         | закрыт (2008)       |
| Новое Образование                     | Интеграция молодёжи в процесс модернизации системы российского образования | Антонина Селезнёва                     | закрыт (2008)       |
| Наши Строители                        | молодёжные стройотряды                                                     | Роман Русанов                          | закрыт (2008)       |
| Кадры для модернизации страны (КМС)   | Подготовка управленческих кадров                                           | Илья Костунов                          | закрыт (2009)       |
| Наши Выборы                           | Организация и проведение выборов, политический акций                       | Сергей Белоконев Дмитрий Барановский   | закрыт (2009)       |
| Наши Туризм                           | Молодёжный туризм                                                          | Валерий Гоголадзе                      | закрыт (2009)       |
| Уроки Дружбы «Россия для всех»        | толерантность                                                              | Мария Кислицина                        | закрыт (2010)       |
| Малые Города                          | Патриотическое и нравственное воспитание молодёжи в малых городах          | Татьяна Лукьянова                      | закрыт (2010)       |
| Мишки Технология Добра                | Детско-юношеское движение, социальное направление волонтёрство             | Юлия Зимова → Надежда Парамонова       | закрыт (2010)       |
| Православный Корпус                   | Православное воспитание молодёжи                                           | Борис Якеменко                         | закрыт (2010)       |
| Добровольная молодёжная дружина (ДМД) | Обеспечение безопасности на улицах                                         | Роман Вербицкий → Евгений Инджигия     | закрыт (2011)       |
| Наша Победа Твой фильм о войне        | Составление видео архива о Великой Отечественной войне                     | Марина Задемидькова Иван Косов         | закрыт (2012)       |
| СТАЛЬ движение                        | Гражданское общество                                                       | Артур Омаров Олег Соколов              | закрыт (2012)       |
| Наши 2.0                              | Гражданское общество                                                       | Мария Кислицина                        | закрыт (2012)       |
| Все Дома                              | Участие молодёжи в реформировании ЖКХ                                      | Наталья Баданеу Иван Петрин            | закрыт (2014)       |
| Умная Россия                          | Политическая партия                                                        | Никита Боровиков                       | закрыт (2013)       |
| Зелёное движение России ЭКА           | защита окружающей среды                                                    | Марина Задемидькова                    | действует автономно |
| ВАНЕЧКА                               | проект поддержки приёмных семей                                            | Юлия Зимова                            | действует автономно |
| Стопхам                               | Общественная борьба с хамством на дорогах                                  | Дмитрий Чугунов                        | действует автономно |
| Хрюши против                          | Общественная борьба с недоброкачественным обслуживанием в магазинах        | Евгения Сморчкова → Светлана Васильева | действует автономно |
| Проект СЕТЬ                           | Инкубатор школы творческих идей                                            | Артур Омаров, Макар Вихлянцев          | действует автономно |
| Сердитый гражданин                    | Автоматизированная система отправки жалоб                                  | Дмитрий Кох                            | действует автономно |
| Адвокат тела                          | Правильное питание в здоровом сне и физической культуре                    | Мария Соболева                         | действует автономно |

С 2008 года по инициативе новоизбранного лидера движения Никиты Боровикова — движение было разделено на автономные проекты со своей отличительной символикой и своим руководством, из-за чего влияние и финансирование резко сократились. Каждый проект получил самостоятельную власть. В одном регионе стало доходить до того, что появлялись сразу 3-4 отделения проектов, каждый из которых позиционировал себя отдельно, требовал своего бюджета, руководящего аппарата, ранее единого актива, бюджета и сфер влияния. Проект Наши-2.0 и Проект (движение СТАЛЬ) стали полностью дублировать функции друг другa, делить актив на НАШИХ и СТАЛЬНЫХ (красных и синих). Это привело к отказу от дальних регионов (второго и третьего пояса): Самара, Челябинск, Владикавказ, Ставрополь, Новосибирск, Кемерово, Тамбов, Краснодар, Ростов-на-Дону, где ранее у единого движения были свои отделения, хорошо подготовленный актив и комиссары, компенсируя количество на Федеральные акции в Москву из ближайших регионов к Москве (первый пояс). Фактически Движение ограничилось в масштабах регионов ближе к Москве, что не могло не отразиться на качестве подготовки и идейности активистов.
В 2008 году прекратили свою деятельность проекты: «Наши выборы», «Наши строители», «Наша армия», «Новое образование», КМС, «Наше право», «Наши медиа».
В 2009 году после закрытия на форуме Селигер смены молодёжного туризма ТЕРРИТОРИЯ, проект «Наш туризм» перешёл на самофинансирование, часть региональных отделений Самара, Курск, Нижний-Новгород сохранили свой актив и работу, но проект фактически отошёл от деятельности движения.
В 2010 году проект «Православный корпус» прекратил своё существование. В июле этого года проект «Малые города» и «Россия для всех» самораспустились, чтобы учредить вместе новый проект Наши-2.0, проект ЗдравМол преобразовался в фитнес-проект Беги за мной. В этом же году прекратили своё существование ещё три проекта: Детско-юношеское движение Мишки и «Наши Дети», а также проект ТЕХНОЛОГИЯ ДОБРА, федеральным руководителем всех трёх являлась комиссар Юлия Зимова. Проект «Технология добра» сохранился в виде смены на форуме Селигер. Региональные и городские отделения проектов распущены, часть руководителей перешли в проект ВСЕ ДОМА.
В 2011 году проект «ДМД — Добровольная молодёжная дружина» — Фактически прекратил своё существование, ограничив свою деятельность в пределах Москвы, участвуя в основном в охране Федеральных акциях движения «Наши» в Москве.
В 2012 году прекратило существование движение «Сталь» — проект движения «Наши», существовавший с 2007 по 2008 год под руководством руководителя центрального аппарата движения Артура Омарова и с 2010 по 2012 год существовавший под руководством Олега Соколова. В этом же году прекратил деятельность проект «Наши 2.0» под руководством Марии Кислициной.
В 2012—2014 годах при поддержке движения,  Федерального агентства по делам молодёжи и «Фонда содействия реформированию жилищно-коммунального хозяйства» существовал проект «Все дома», преимущественно состоящий из комиссаров движения, деятельность которого была направлена на участие молодёжи в реформировании ЖКХ и финансирование которого осуществлялось из фонда.
По мнению политолога Станислава Белковского, реорганизация движения была вызвана пожеланием президента Путина, поскольку их слишком активные действия (в частности, в отношении дипломатических представителей Великобритании и Эстонии) вызвали «проблемы с Западом». «Кроме того, „Наши“ создавались как противовес „оранжевой“ угрозе. То есть как структура под антизападными лозунгами, которая способна занять майдан и не допустить революции. Теперь „оранжевые“ страхи иссякли, и „Нашим“ пришлось перестраиваться под изменившиеся реалии».
Тем не менее движение «Наши» не распустилось. Как и многие общественно-политические организации России, после окончания электорального цикла 2007—2008 годов оно снизило свою активность, но свою деятельность не прекратило (см.: Агентурная деятельность «Наших») Лидером движения с 2009—2010 годов являлся Никита Боровиков, сменивший на посту ушедшего в Государственный комитет по делам молодёжи Василия Якеменко. Лидером с 2010—2011 годов Мария Кислицина. Идейным лидером «Наших» по-прежнему оставался глава ФАДМ «РосМолодёжь» комиссар Василий Якеменко.
В 2013 году в движении произошёл раскол. Новая волна комиссаров отказалось поддержать майский съезд Василия Якеменко.
В 2015 году прекратил работу сайт проекта «Наша общая Победа — Твой фильм о войне» 41-45.su
В 2016 году Верховный Суд ликвидировал политическую партию «Умная Россия», под председательством федерального комиссара Никиты Боровикова, которая была зарегистрирована в 2012 году и после неудачного участия в выборах в 2012 и 2013 годах фактически прекратила свою деятельность.

## Раскол в движении
Началом раскола движения является 2008 год, когда единое движение было разделено на федеральные проекты, с отдельным бюджетом, руководством и самостоятельностью. Отказ от региональных отделений второго и третьего пояса движения. Избрание формального лидера Никиты Боровикова и образование крыла комиссаров Артура Омарова — контролировавшего пресс-службу и проект движения «Сталь».
В 2013 году с 17 по 19 мая на форуме Селигер прошёл VI съезд движения под руководством основателя движения Василия Якеменко. Комиссары новой волны под руководством руководителя центрального аппарата Артура Омарова и бывшего пресс-секретаря движения Кристины Потупчик отказались от участия в майском съезде Василия Якеменко декларировавшим участие в несистемной оппозиции, заявив что это личное мероприятие Василия Якеменко, которое они не поддерживают и на него не прибудут. В этом же году Артуром Омаровым было организовано движение Сеть.
2 декабря 2019 года в ЕГРЮЛ внесена запись о ликвидации движения.

## Комиссары, получившие карьеру в движении
В движении было оформлено «Комиссарское сообщество» — объединение активистов, прошедших определённое посвящение. В рамках этого сообщества проводится работа, направленная на достижение цели и задач, обозначенных в Манифесте Движения. Ряд комиссаров заняли значимые посты в различных властных структурах:
- Василий Якеменко → Глава «Росмолодёжь» (2007—2012),
- Сергей Белоконев руководитель проекта «Наши Выборы» → депутат Госдумы 5-го созыва,
- Роберт Шлегель руководитель «Ы-ТВ» → заместитель главы Росмолодёжь → депутат Госдумы 5-6 созыва → в 2019 г. получил гражданство Германии[56],
- Илья Костунов руководитель проекта КМС Кадры модернизации страны → директор форума Селигер → депутат Госдумы 6-го созыва,
- Павел Тараканов → депутат 5-го созыва,
- Максим Мищенко → депутат Госдумы 5-го созыва. В 2017 году был приговорён к двум с половиной годам лишения свободы по обвинению в мошенничестве[57].
- Михаил Куликов → федеральный комиссар, первый заместитель министра по федеративным отношениям и внешним связям Республики Саха (Якутия)
- Юрий Сапрыкин → депутат Законодательного собрания Краснодарского края,
- Роман Русанов руководитель проекта «Наши Строители» → депутат Ивановской областной думы,
- Елена Бочерова руководитель проекта МШП и «Ты предприниматель» → руководитель Исполнительного комитета «Деловая Россия»,[58]
- Николай Слепнёв → Заместитель главы районной администрации Веневского района по вопросам местного самоуправления и административной работе,
- Матвей Матюшин → заместитель руководителя регионального исполкома Единой России в Смоленской области,
- Николай Панченко → депутат Сосновоборского Городского совета депутатов,
- Макар Вихлянцев → депутат Городского совета Петушинского района,
- Максим Горюнов → депутат Совета депутатов городского округа Семёновский,
- Елена Бахтина → депутат МО Кораблинское Кимовского района,
- Елена Любчикова → депутат МО Богородицк,
- Иван Петрин руководитель проекта «Все дома» → заместитель министра строительного комплекса Московской области,
- Вячеслав Мишин руководитель проекта «Стоп Казино» → Глава с.п. Зашижемское → начальник отдела по связям с общественности Министерства строительного комплекса Московской области,
- Ирина Плещева → член Общественной палаты → министр социальных коммуникаций Московской области.[59]
- Мария Дрокова, ставшая известной благодаря «поцелую Путина» — уехала в США, где получила грин-карту. После начала российского вторжения на Украину получила гражданство Кыргызстана.[60]

Членами Общественной палаты РФ стали: руководитель проекта «Арт Парад» Юлия Городничева, Ирина Плещева, руководитель Православного корпуса движения Борис Якеменко, пресс-секретарь движения Кристина Потупчик, руководитель проекта СтопХам Дмитрий Чугунов, руководитель детского движения Мишки Юлия Зимова. Бывший руководитель центрального аппарата движения Артур Омаров занял должность в аппарате полпреда Президента РФ в Северо-Кавказском федеральном округе.

## Заявление Якеменко о закрытии движения
4 апреля 2012 года глава Росмолодёжь, основатель движения Василий Якеменко встретился с Федеральным руководством движении, на котором объявил, что история движения в нынешнем виде закончена. Сами комиссары движения не исключают возможности создания новой политической партии на базе движения. Пресс-служба движения заявила, что в мае 2012 года состоится Федеральный съезд движения и это не направлено на закрытие организации. Среди его участников было сообщено, что он прошёл в закрытом режиме 18 мая 2012, на котором присутствовали только комиссары движения.
Ранее движение «Наши» было трансформировано из движения «Идущие вместе». Большинство экспертов считают, что движение ожидает смена названия. Желание многих комиссаров реорганизовать или создать новую партию существует в движении с начала разделения движение на проекты 2008 года. Так, на Украине «Партия ПОРА» — аналог «Наших» — тоже начинало с движения, используя аналогичные методы уличных акций.

## Создание и ликвидация политической партии
21 мая 2012 года основатель движения и её неофициальный лидер Василий Якеменко объявил о создании новой политической партии власти. По его словам, новая «Партия Власти» будет создана для победы на парламентских выборах 2016 года. Предварительное название партии «Умная Россия». Ключевыми элементами её идеологии предполагались патриотизм и критика чиновников, кроме, собственно, Путина.
23 мая 2012 года в Москве в кинотеатре «Перекоп» прошёл учредительный съезд политической партии «Умная Россия», на котором председателем партии был избран комиссар бывший лидер движения Никита Боровиков. Актив партии преимущественно составили активисты и руководители проектов «Все Дома». Ожидалось что на форуме «Селигер—2012» должна быть презентация новой политической партии и приём в её члены, однако этого не произошло. Новая партия на форуме отсутствовала.
Сразу после заявления Василием Якеменко о создании политической партии он отошёл от партийного строительства, на съезде партии не присутствовал, заявив что к партии официально не имеет отношения. Отсутствие централизованной инициативы в комиссарском сообществе движения привело к тому, что многие комиссары движения отказались вступать в партию, что привело к кадровому голоду партии в регионах на местах.
2012—2013 годах на региональных Выборах партия делала попытки участия в выборах в Курское городское собрание, однако избирком отказал в регистрации партийных списков партии, в других регионах партийные кандидаты участвовали в выборах одномандатниками, в частности в городское собрание города Богородицк, Тульской области не преодолев избирательный порог. В Ростовской области, на должность мэра г. Батайска, выдвинуло своего партийного кандидата Алексея Петрова, но избирком отказал кандидату в регистрации. Сам лидер партии Никита Боровиков в выборах не участвовал.
В декабре 2016 года Верховный Суд по заявлению Министерства юстиции России официально ликвидировал партию, которая накопила много долгов и не предоставляла отчёты. Фактически партия прекратила свою деятельность после неудачных выборов в 2013 году.

## Акции движения

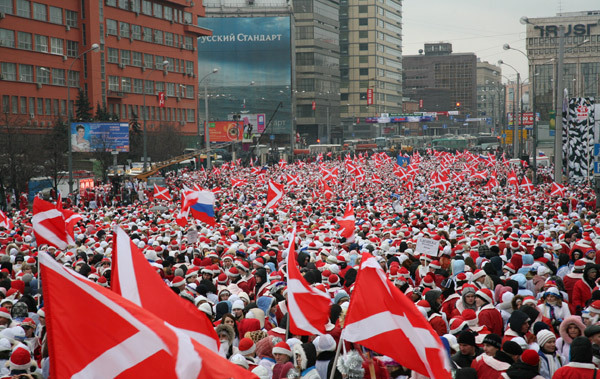
Демонстрация «Возвращённый праздник». (17 декабря 2006 г)

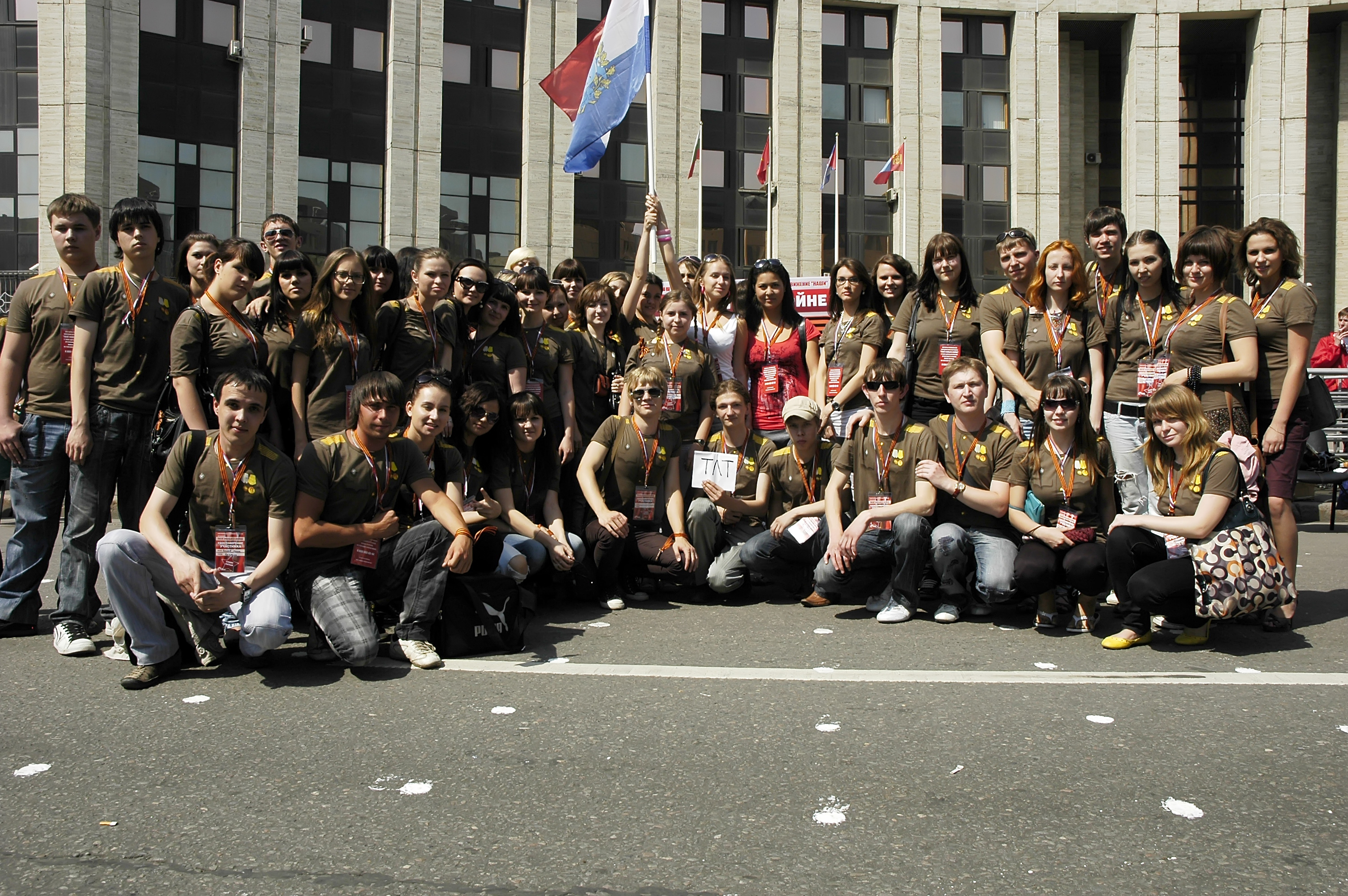
Демонстрация «Наша победа».
(15 мая 2010 г)

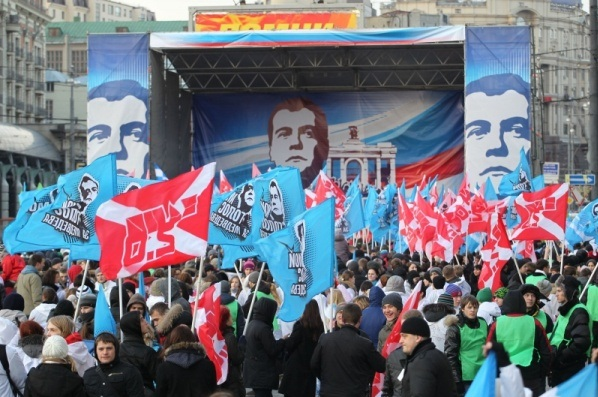
«Форум Гражданских активистов» — в период Выборов в Государственную думу. Манежная площадь (Москва)
4-6 декабря 2011

- 15 апреля 2010 — съезд Молодёжного движения (проходил раз в три года, состоял из делегатов, комиссаров и активистов движения).
- 15 мая — акция «Наша победа»; в 2005 г. приняло участие по разным данным от 50 000 до 80 000 человек. Посвящена 60-летию Победы в Великой Отечественной войне, первая массовая акция движения. Проходит с периодичностью раз в 3 года — в 2005, 2007 и 2010 годах собрала от 100 тыс. молодых сторонников и активистов движения со всей страны, самая многочисленная Федеральная акция.
- 12 июня — акция День России, ежегодное участие движения в массовых акциях праздника.
- 22 июня — акция «АЛЛЕЯ ПАМЯТИ» в память о начале войны 1941 года. Каждый год 22 июня, в 4:00, в Москве. 10 тыс. свечей и 10 колокольчиков зажигаются и звенят на Воробьёвых горах.
- 1-30 июля — Всероссийский молодёжный образовательный форум «СЕЛИГЕР».
- 8-27 августа — движение и администрация Ставропольского края проводят Всекавказский молодёжный образовательный лагерь «Машук».
- 3 сентября — акция «БЕЗ СЛОВ Митинг молчания» в память годовщины террористической акта в Беслане. В 2005 году в акции приняло более 100 тыс. активистов по всей стране. Акция организовывалась движением, но нигде не фигурировала символика. Проходит ежегодно.
- 4 ноября — акция «Русский марш — все свои», посвящённая Дню народного единства, в 2005 году акция носила название «100 000 добрых дел». В акции по всей стране приняло участие 100 тыс. человек. К началу акции была издана одноимённая брошюра, в которой были перечислены все её участники с указанием планируемых дел и адресов, каждый мог прийти проверить или присоединиться. Проходит ежегодно. С 2009 года в количестве от 30 тыс. человек.
- 17 декабря 2006 года — акция «Возвращённый праздник», в которой приняло участие более 70 тыс. Дедов Морозов и Снегурочек. Участники акции поздравляли ветеранов с Новым годом и вручали им подарки, собранные или сделанные собственными руками.
- 25 марта 2007 года — двухдневная акция «Связной президента», в которой приняло участие как минимум 10000 активистов и комиссаров движения. Участники акции опрашивали москвичей и гостей столицы на предмет их отношения к политике президента Путина.
- Август 2007 года — двухнедельный историко-патриотический веломарафон «Дорога свободы-2007», посвящённый 395-й годовщине первой битвы ополчения Кузьмы Минина и Дмитрия Пожарского с польско-литовскими войсками. Маршрут — Нижний Новгород — Кострома, Ярославль, Иваново — Владимир — Москва.
- 3-6 декабря 2007 года — массовые акции в Москве, приуроченные к выборам в Государственную думу и «избранию Владимира Путина национальным лидером России». По заявлениям активистов, акции представляли собой некий «гражданский контроль» и имели целью не допустить повторения в России «оранжевой революции». Тогда же 6 декабря было объявлено о создании детского движения «Мишки» для детей от 8 до 15 лет, и проведена первая массовая акция с участием детей. Вожатыми «Мишек» являются комиссары «Наших»[73].
Участие детей в акции «Наших» вызвало недоумение[73] у их оппонентов. Так, депутат Мосгордумы Евгений Бунимович заявил[73]:

Хочу напомнить, что у нас законодательно запрещено любое принуждение к участию школьников в политической жизни. Тем более это происходило в учебное время. Во все времена в России хватало благоразумия не вмешивать в политику детей. А сегодня это происходит, и это ужасно.

Борис Немцов, на тот момент член политсовета партии СПС, так прокомментировал декабрьские стояния на улицах и площадях Москвы:

Власть нечестно выиграла эти выборы, и никакие дети легитимнее их не сделают. А школьников элементарно жалко. После того как их морозили на улице, Путина они любить не будут, скорее они будут его ненавидеть

- На форуме Селигер-2010 во время одной из смен была размещена инсталляция «Здесь вам не рады» из насаженных на палки голов нескольких общественно-политических деятелей (Людмилы Алексеевой, Кондолизы Райс, Михаила Саакашвили, Николая Сванидзе, Юрия Шевчука, Эдуарда Лимонова, Бориса Немцова, Михаила Ходорковского, Виктора Ющенко, Марта Лаара и др., а также кинорежиссёра Квентина Тарантино) в фуражках с нацистской символикой[74][75]. Инсталляция была создана движением «Сталь»[76]. Лидер «Стали» Олег Соколов отметил: «среди участников этой инсталляции персонажи, которые фальсифицируют историю России, поддерживают фашистов и желают развала нашей страны»; «задача инсталляции — проинформировать участников форума об антироссийских высказываниях и поступках отдельных политических деятелей»[77]. Людмила Алексеева и Николай Сванидзе отозвались об этой акции резко отрицательно, но оба не намерены подавать в суд[74]. По поводу Сванидзе лидером «Стали» было позднее отмечено, что «неустановленным лицом была осуществлена провокация в отношении Сванидзе, несанкционированно добавленного в экспозицию»[76]; на это Сванидзе ответил: «Если меня обгадили случайно, мне от этого не легче»[77]. Критику в адрес акции высказали, в частности, Владимир Лукин и Элла Памфилова[74].
- 24 ноября 2010 года движение объявило о начале бессрочного пикетирования редакции газеты «Московский комсомолец» из-за размещения данной газетой рекламы саун и массажа, которые якобы в действительности являются публичными домами[78]. Редактор газеты Павел Гусев заявил, что движение обратилось «не по адресу», поскольку следовало бы информировать о подобных случаях нечестной рекламы МВД[78].
- 12 декабря 2010 года — КАВКАЗСКИЙ ДОМ, Всекавказская молодёжная акция Твой фильм о войне, движение и администрация Ставропольского края.
- 16 апреля 2011 года Федеральная выездная антикоррупционная акция «БЕЛЫЕ ФАРТУКИ», 50 000 активистов и сторонников движения из регионов России прибыли в Москву, чтобы заявить СТОП КОРРУПЦИИ![79].
- с 4 по 6 декабря 2011 года, в день Выборов в Государственную думу РФ 2011, на Манежной площади в Москве провело «Форум гражданских активистов», собрав 15 тыс. молодых людей из регионов страны. Каждый участник имел открепительное удостоверение для голосования в поддержку Единой России[80].

### В Эстонии
В конце апреля — начале мая 2007 год активисты движения «Наши» на протяжении шести дней блокировали Посольство Эстонии в Москве в знак протеста против переноса Бронзового солдата на военное кладбище. В ходе акции проводились силовые действия, как, например, захват редакции газеты «Аргументы и факты» с целью сорвать пресс-конференцию эстонского посла и нападения на посольские автомобили (в том числе автомобиль посла Швеции, который они повредили, приняв за эстонский). Создавшаяся ситуация вынудила эстонский МИД эвакуировать семьи дипломатических работников. В Эстонии комиссары движения совместно с Эстонской антифашистской организацией «Ночной дозор» проводили пикеты в защиту памятника.
4 мая 2007 года члены движения провели «Марш школьников» у представительства Еврокомиссии на Кадашёвской набережной в Москве, протестуя против задержания в Таллине 27 апреля, на следующее утро после беспорядков, возникших из-за демонтажа Бронзового солдата, 18-летнего эстонского активиста Марка Сирыка, которого называют «первым политзаключённым-школьником». Марк Сирык, учащийся 12 класса, руководитель сторонников в Эстонии.
Летом активисты движения организовали сбор подписей под призывами к демонтажу посольства Эстонии в Москве и выделению под посольство здания на окраине Москвы — аналогично тому, как эстонские власти поступили с Бронзовым солдатом.
С 21 мая 2007 года проводилась общественно-информационная кампания «Свободу Марку» за освобождение Марка Сирыка. Кроме того, у представительства Еврокомиссии в Москве и у здания Еврокомиссии в Брюсселе в течение нескольких дней каждые четверть часа с утра до вечера бил «колокол по европейской демократии».
С 14 июня движение в рамках общественно-информационной кампании «Свободу Марку!» добивается снятия всех обвинений с Марка Сирыка и двух других «узников совести» — активистов организации «Ночной дозор» Максима Ревы и Дмитрия Линтера.
Результатом антиэстонских беспорядков было закрытие для активистов движения въезда в Эстонию, а со вступлением Эстонии в Шенгенскую зону (1 января 2008 года) — и во все страны Евросоюза. «Наши» выразили решительный протест против того, что им «без объяснения причин отказывают в возможности посетить отдельные страны Европы», и назвали это «правовым беспределом».
9 января 2008 года около 300 активистов «Наших» провели акцию протеста у представительства Еврокомиссии в Москве; они были вынуждены разойтись по требованию милиции, но затем комиссар движения Марьяна Скворцова, не пропущенная на российско-финляндской границе, провела там же одиночный пикет.

### В Сербии
3 апреля 2008 года делегация комиссаров движения во главе c новоизбранным лидером Никитой Боровиковым — посещала Белград, где встречались с активистами молодёжного крыла консервативной и демократической партии Сербии, патриотическими местными организациями «Двери српске» и «Сербским народным движением 1389». В ходе встречи которой были достигнуты договорённости о совместном сотрудничестве по созданию международного российско-сербского молодёжного общества, в рамках которого планировалось запуск в Сербии и Черногории проектов движения «Православный Корпус», Добровольная молодёжная дружина и молодёжного патриотического проекта «СТАЛЬ». А также сбор и отправка медикаментов в Сербские больницы, проведение совместного летнего сербско-русского международного лагеря для трудных подростков.

## Публичные конфликты движения

### Конфликт с британским послом Энтони Брентоном
Британское посольство в начале 2007 года потребовало от российских властей обеспечить безопасность посла Великобритании Энтони Брентона и прекратить его прессинг активистами движения «Наши», организованное после участия дипломата в конференции «Другая Россия» в июле 2006 года. В своём выступлении посол, как утверждается в обращении «Наших», заявил, что «Гражданский форум „Другая Россия“ способствует развитию гражданского общества в России», а также сообщил, что Великобритания намерена выделить в поддержку деятельности «Другой России» миллион фунтов стерлингов, заявив, что эти деньги якобы «помогут России стать богаче, стать сильнее и свободнее» (по данным Интерфакса, посол говорил о финансировании российских НПО). После этого выступления «Наши» обвинили Энтони Брентона в том, что он «считает нас, как считал Гитлер, унтерменшами — недочеловеками», и потребовали извинений. Не получив их, активисты «Наших» начали одиночные пикеты у здания посольства, которые впоследствии переросли в настоящее преследование. В октябре 2006 года в Нижнем Новгороде посла забросали листовками, обвинив в поддержке «сторонников идей Муссолини и Гитлера», в декабре эта акция повторилась в Ульяновске.
Посол Брентон в интервью газете Financial Times высказал предположение, что «Наши» получают данные о его планах и передвижениях от российских спецслужб, поскольку «поведение „Наших“ далеко выходит за рамки мирного протеста» и создаёт угрозу его безопасности и безопасности других лиц. При этом «мирные пикеты» движения, по заявлению сайта движения, как минимум два раза подвергались нападениям охранников посла, избивавших комиссаров.
17 января 2007 года министр иностранных дел РФ Сергей Лавров был вынужден встретиться с лидером движения Василием Якеменко и обратиться к тому с просьбой не нарушать международные обязательства России. Якеменко, однако, заявил, что акции будут продолжены, пообещав при этом, что участники движения не будут нарушать требования Венской конвенции.
5 декабря 2007 года активисты движения провели пикет у здания посольства Великобритании в Москве. Через охрану посольства они передали письмо, адресованное королеве Великобритании Елизавете II, с требованием отозвать посла Энтони Брентона за то, что тот «своеобразно распорядился миллионом фунтов, выделенным на поддержку гражданского общества в России», потратив его «на очень странное сборище, состоящее из фашистов, воров, жуликов и неудачников под названием „Другая Россия“».

### Конфликт с ИД «КоммерсантЪ»
29 января 2008 года незадолго до президентских выборов в газете «Коммерсант» была опубликована статья «„Наши“ стали чужими». В статье утверждалось следующее: движение «Наши» прекращает своё существование в нынешнем виде и подвергнется радикальной реорганизации. Цитируя неназванный источник в Администрации президента, газета объясняла данное событие тем, что движение «Наши» власти больше не планируют активно использовать в политических целях: «В нынешней избирательной кампании к услугам „Наших“ точно обращаться бы не стали. В новой политической конфигурации, при нынешних результатах, ликующая „гопота“ не нужна».
4 марта инициативная группа молодёжи провела у здания ИД «Коммерсантъ» организованную акцию — пикет, в ходе которого группа молодых людей раздавала прохожим рулоны туалетной бумаги, на которой были распечатаны отрывки статей из «Коммерсанта» и «Слово редактора», якобы подписанное «главным редактором» издания. Аналогичные акции прошли и в других районах Москвы, на улицах и станциях метро.
В тот же день в интернет-ресурсах была размещена инструкция, авторство которой пытаются приписать лидерам движения — своего рода собой «план мести» за публикацию от 29 января «„Наши“ стали чужими» и особенно за оскорбительные сравнения приведённые в этой «статье». Утром сайт «Коммерсанта» подвергся хакерской атаке.
5 марта акция продолжилась. Сайт газеты «Коммерсантъ» вновь подвергся хакерской атаке, а авторы акции приступили к рассылке спама — интернет-сообщений, подписанных главным редактором газеты «Коммерсант» Андреем Васильевым и отправляемых как было указано в сообщениях с корпоративного адреса kommersant@kommersant.ru. Хакерская атака продолжалась три дня, ответственность за неё никто не взял.
6 марта в газете «Комсомольская правда» было опубликовано заявление одного из лидеров движения «Наши» Бориса Якеменко (брата Василия Якеменко), в котором он назвал проводимую акцию «рекламной кампанией газеты».

### Конфликт с Олегом Митволем
2 сентября 2010 года префект Северного округа Москвы Олег Митволь объявил о том, что молодёжное прокремлёвское движение «Наши» незаконно занимает помещение, отведённое под их штаб-квартиру. По словам чиновника, речь идёт о здании детского сада на 1-й улице Ямского поля д24. Префект считает, что здание должно быть возвращено в систему образования, чтобы сократить очередь желающих получить место в детском саду в Беговом районе. Митволь уже направил заместителю мэра Москвы письмо с соответствующей просьбой. Префект рассказал, что «Нашим» было отказано в продлении договора аренды помещения ещё в июле, и к 9 августа движение должно было покинуть здание, однако этого не произошло. По словам Митволя, «было бы неплохо», если бы активисты «Наших» отремонтировали детский сад и вернули его городу добровольно. Чиновник считает, что было бы «некрасиво» освобождать помещение при помощи судебных приставов. При осмотре помещения была обнаружена комната с надувной резиновой женщиной, набитая пивной тарой.
До сих пор организация «Наши» незаконно используют юридический адрес бывшего детсада по адресу Москва, 1-я ул. Ямского Поля, 24А.
В ответ активисты движения «Наши» 8 сентября вывесили на стене здания на Ленинградском проспекте баннер с портретом префекта Северного округа Олега Митволя и сообщением о том, что в этом и соседнем доме находятся бордели. По словам Митволя, повесившие плакат люди срезали замки на чердак и вывесили дорогостоящую конструкцию. При этом, как утверждает префект, было повреждено государственное имущество. Документы, связанные с инцидентом, уже переданы в ОВД Бегового района.
Активисты прокремлёвского движения «Наши» объяснили акцию желанием указать Олегу Митволю на то, в каких домах на территории округа действуют. Олег Митволь пояснил, что борьбой с борделями занимаются сотрудники ГУВД, и добавил, что накануне «Наши» опубликовали два адреса «публичных домов». В ходе проверки выяснилось, что один из них находится в ЦАО, а второй — в СВАО.
4 октября 2010 года около 4:50 в здание префектуры бросили торт, два презерватива наполненных чернилами и оклеили несколько домов листовками, с текстом: «Пациент Митволь: панические атаки, мания преследования, немотивированная агрессия, клептомания, раздвоение личности, мания величия. Псих пархатый, мы тебя усмирим!» и подобными[какими?]. На листовках был логотип движения «Наши». В тот же день Митволь был уволен с должности префекта и на его место заступил Ф. Исмаилов являющийся братом Т. Исмаилова, известного владельца самой дорогой гостиницы в мире и бывшего владельца «Черкизона».

## Наименование
В 1991 году вышел фильм Александра Невзорова «Наши», который был посвящён советским спецназовцам во время событий в Вильнюсе января 1991, в котором «нашими» были показаны солдаты, брошенные страной и чуть ли не объявленные преступниками, но не мятежные прибалты. В последующем Невзоров создал одноимённое движение. Так как фильм в своё время стал «пощёчиной перестроечной общественности», то членов движения начали называть «нашистами» (созвучно с «фашистами»). Аналогичным образом в середине 2000-х противники движения «Наши», в частности, американские СМИ, начали также называть активистов организации «нашистами»).

## Критика
Некоторые правозащитники и западные комментаторы считают, что «Наши» является общественным движением только номинально. По их мнению, движение «Наши» является псевдо-общественной организацией, которые создаются и спонсируются недемократическими правительствами в качестве декорации, призванной изобразить существование поддерживающего власть гражданского общества. Лидер либеральной молодежи Илья Яшин также осудил «Наших» как прикрытие для «штурмовых бригад», которые будут применять насилие против демократических организаций, и заявил, что их формирование является лишь частью страха Путина потерять власть способом, подобным украинской Оранжевой революции.
С 2008 года в отношении движения и его членов некоторые оппоненты и общественные деятели используют политическое клише «ликующая гопота». В частности, в мае 2008 года игумен Московского Свято-Данилова монастыря Пётр (Мещеринов) заявил:

Настоящая культура предполагает прежде всего, что люди думают своей головой, а не сбиваются в манипулируемое и легко управляемое хулиганствующее стадо. Православное христианство требует от человека, помимо собственно веры во Христа, свободы, ответственности, зрелости, мудрости. Пока «Наши» явили себя именно как гопота; это и с эстетической точки зрения отвратительно, и с православной — недостойно.

Оппозиция также именует «Наших» «Путинюгендом», сравнивая с Гитлерюгендом.
Писатель и публицист Виктор Шендерович считает, что действиями движения руководят из Администрации президента РФ, в частности заместитель её главы Владислав Сурков:

«Наши» — это Сурков. Нет никаких «Наших». Он шевельнёт пальцем — «Наших» не будет. Как Василиса Прекрасная — у него из рукава вылетает то это движение, то другое <…> Никаких «нашистов» нет, нет независимой силы, которая называется «нашисты». Есть Кремль, который даёт отмашку травить посла, жечь книги, пикетировать посольство.

Экономист, вице-президент фонда «Либеральная Миссия», руководитель Клуба региональной журналистики Ирина Ясина на одном из своих семинаров заявила:

Моя дочь никогда не пойдёт с «Нашими» плясать вокруг посольства Эстонии. Ей тоже нужны деньги, но её «я» бунтует против этого. Она не может в безобразном стаде. «Ликующая гопота» — замечательный термин, на который они так обиделись, но это правда. С ней не надо сливаться. Надо уважать себя.

1 октября 2009 года доктор экономических наук директор Института проблем глобализации Михаил Делягин, рассматривая скандал, связанный с организацией постоянного пикета движения «Наши» возле многоквартирного дома, где расположена квартира правозащитника Александра Подрабинека, с которым движение вступило в конфликт по поводу его резких высказываний относительно событий вокруг шашлычной «Антисоветская», заявил: «„Ликующая гопота“ — стая гнусная и иногда (хотя редко) опасная».
В апреле 2010 года адвокат Сергей Жорин отсудил в пользу движения «Наши» 250 тысяч рублей у французской газеты Le Journal du Dimanche. Поводом к обращению в суд послужила статья в газете, где их пикет перед домом журналиста Александра Подрабинека назвали «яростной смесью патриотизма и ксенофобии»
30 апреля 2009 года журналист НТВ Андрей Лошак замечает:

С нашистами мне довелось общаться во время съёмок репортажа о молодёжной политике. «Ликующая гопота» — точнее не скажешь. Неслучайно журналиста Юлию Таратуту, в статье которой это определение впервые всплыло, преследовали потом с улюлюканьем целый месяц, так что ей пришлось сменить номер мобильного.

### Борьба с оппонентами

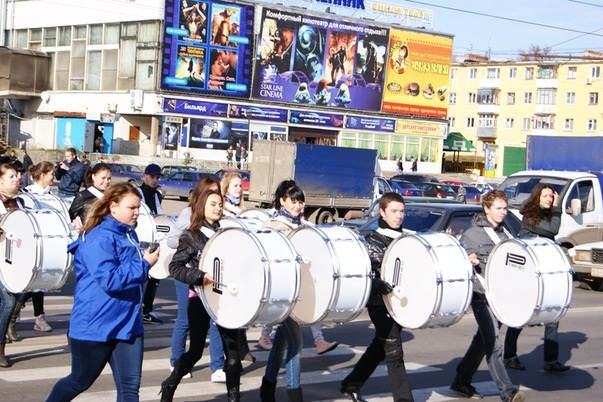
Участники движения проекта «Сталь» с барабанами, чтобы заглушать на улицах лозунги оппонентов

«Наши» регулярно применяли противозаконные методы борьбы со своими оппонентами. Так, несколько раз активисты движения осуществляли нападения на автомобили оппонентов с помощью граблей, бросая их под колёса, тем самым нарушая правопорядок и мешая другим участникам дорожного движения.
Сторонники НБП обвиняют «Наших» в жёстком прессинге активистов этой организации (сами «Наши» отвергают свою причастность).
Также «Нацболы» считают неясным происхождение и неподконтрольность части средств, которые, по их мнению, расходуются на акции «Наших». «Финансовые источники её (организации), нам к сожалению неизвестны, а в роли основателя „Наших“ выступил Заместитель главы Администрации президента Владислав Сурков — человек, имеющий в своём распоряжении ресурсов больше чем любой американский профсоюзный босс» — отмечает американский аналитик Рейбен Ф. Джонсон.
В конце 2006 года лидер «Движения против нелегальной иммиграции» Александр Белов-Поткин заявил, что в 2005 году ДПНИ жило за счёт средств движения «Наши». По словам Поткина, «Наши» обратились к ДПНИ с просьбой помочь в организации народных дружин. «Они нам обеспечивали снятие зала для тренировок, лекции, которые читали известные националисты, телефоны, компьютеры, зарплату нескольким людям дали. Но, когда мы стали говорить от лица ДПНИ, что мы осуществляем рейды и так далее, „Наши“ сразу сняли нас с довольствия».
В 2009 году Самарское отделение ДПНИ решением местного совета приняли решение распустить отделение и вошли в проект ДМД-Добровольная молодёжная дружина движения Наши.
23 марта 2009 года в Сочи было совершено нападение на одного из лидеров движения «Солидарность», кандидата в мэры города Сочи Бориса Немцова и членов его предвыборного штаба. Неизвестный облил Немцова смесью нашатырного спирта и кока-колы. Движение «Солидарность» обвинило в организации этого нападения активистов движения «Наши». В распространённом официальном заявлении «Солидарности» в частности говорится:

Ни для кого не секрет, что «крёстным отцом» всех прокремлёвских молодёжных группировок является первый замглавы Администрации президента России Владислав Сурков. Нам неизвестно, отдавал ли г-н Сурков лично распоряжение своим подопечным о провокационных бандитских действиях в отношении Бориса Немцова. Это должно будет выяснить следствие. И, рано или поздно, оно это выяснит. Но уже сегодня мы предупреждаем г-на Суркова о персональной уголовной ответственности за все деяния, совершаемые членами подведомственных ему банд.

Пресс-секретарь движения «Наши» Кристина Потупчик по поводу нападения на Бориса Немцова сказала: «Мы этого не делали и не имеем к этому отношения». На суде представитель Бориса Немцова отказался от своего обвинения, заявив, что говоря о «нашистах» он не имел в виду движение «Наши».
В марте 2009 года бывший активист движения «Наши» Дмитрий Копылов совершил попытку подкупа сотрудников редакции «Новой газеты» с целью изменить её редакционную политику. Сотрудники редакции пригласили на очередную встречу с Копыловым представителей правоохранительных органов, и тот был взят с поличным в момент передачи денег. На допросах Копылов не раз заявлял о том, что является активным членом одной из молодёжных организаций. Однако, по данным телекомпании «Петербург-Пятый канал», на поверку оказалось, что он «нигде не состоит и не работает». По утверждению руководства «Наших», Копылов ранее был активистом движения, но уже более года им не являлся. 31 марта 2009 года против Копылова было возбуждено уголовное дело № 377328 по статье 204 ч. 1 УК РФ (коммерческий подкуп). По утверждению «Новой газеты», в последующие за этими событиями дни против редакции газеты стали совершаться провокационные акты — в редакцию пришла бандероль с окровавленным куском мяса, также в редакцию был доставлен конверт с наклейкой «Администрация Президента РФ», в котором находились отрезанные уши животного, поступила анонимная телеграмма с таким текстом: «Вам не избавиться от слежки. Теперь нас сотни, и у нас развязаны руки», и совершались прочие провокационные акты.

### Использование животных в политических кампаниях
По данным газеты L’Independant, на слёте на Селигере члены движения для издёвки над эстонским премьер-министром Тоомасом Хендриком Ильвесом использовали поросёнка. По данным этой же газеты, данный поросёнок, названный по имени эстонского премьер-министра Андрусом Ансипом (Andrus Ansip), теперь обитает в офисе Наших.
После того как в редакции Новой газеты, получили анонимную посылку с ослиными ушами, её представитель Надежда Прусенкова усмотрела в этом руку «Наших». Само молодёжное движение назвало это обвинение паранойей.

### Деятельность во время декабрьских событий в Москве в 2010 году
В начале декабря 2010 года в Москве произошли волнения в связи с убийством Егора Свиридова, в том числе погром на Манежной площади 11 декабря и так называемая «ответная акция» на Площади Европы 15 декабря. В ходе этих событий ряд СМИ выдвинул предположение, что произошедшие волнения были не в последней мере спровоцированы действиями провокаторов, связанных с милицией и прокремлёвскими движениями, в том числе «Наши». Заявление было сделано на том основании, что на одной из опубликованных в Интернете видеозаписей с событий 15 декабря было видно, как начальник управления информации и общественных связей ГУВД Москвы полковник милиции Виктор Бирюков прибыл на Площадь Европы в сопровождении молодого человека, опознанного позже как абитуриент МГУ Левон Арзуманян, который 11 декабря на Манежной площади держал фотографию Свиридова с провокационной надписью. Придя на место, Арзуманян и несколько других молодых людей начали на показ журналистам вскидывать руку в нацистском приветствии и выкрикивать националистические лозунги. Представитель движения «Наши» Анастасия Федоренчик подтвердила, что на фотографиях изображён именно он, но опровергла информацию, что он является комиссаром движения.

### Акция «Белые фартуки»
16 апреля 2011 года движение «Наши» по инициативе комиссара Ильи Костунова провело в Москве массовую акцию «Белые фартуки», посвящённую борьбе с коррупцией. Незадолго до этого участники движения «Солидарность» и другие общественные деятели обратились к «Нашим» с открытым письмом, призвав их потребовать отставки Владимира Путина. Кроме того, авторы письма рекомендовали членам движения потребовать отчёт у своих организаторов, откуда они взяли 100 миллионов рублей на проведение митинга «Белых фартуков».

## Движение в массовой культуре
В романе Натана Дубовицкого «Ультранормальность» активисты молодёжного крыла Консервативной партии центра (КПЦ) напоминают комиссаров движения «Наши». Согласно заявлениям ряда СМИ, под псевдонимом «Натан Дубовицкий» пишет бывший глава администрации президента Владислав Сурков, который напрямую участвовал в создании и поддержке движения